# إمداد الله المهاجر المكي

## اسمه
اسمه الذي سماه به أبوه إمداد حسين لكن مسند زمانه الإمام الشيخ محمد إسحاق الدهلوي غير اسمه إلى إمداد إلهي ثم اشتهر الشيخ بإمداد الله، واسم أبيه الحافظ محمد أمين. وكان آباؤه مشايخ صالحين وينتهي نسبه إلى أمير المؤمنين عمر رضي الله عنه. وكان حنفي المذهب، إماما في الطريقة.

## المولد
ولد يوم الاثنين 20/ 02/ 1233 هـ الموافق 29/ 12/ 1817 في نانوته بسهارنفور، بابع تبركا السيد أحمد بن عرفان الشهيد وعمره ثلاث سنين.

## التعليم
توجه بنفسه إلى حفظ القرآن ثم سافر وعمره 16 سنة إلى دهلي مع الشيخ مملوك العلي لتلقي العلم وبعد سنتين تلقى المشكاة عن الشيخ محمد قلندر الجلال آبادي والحصن الحصين والفقه الأكبر عن الشيخ عبد الرحيم النانوتوي.

## البيعة في الطريقة
قبل أن يكمل التعلم جذبته الرغبة إلى علوم المعرفة فصحب الشيخ نصير الدين النقشبندي الذي كان من خلفاء الشيخ محمد آفاق وكان تلميذ الشيخ محمد إسحاق وصهره وتلميذ الشيخ عبد العزيز بن ولي الله الدهلوي، وقد أجازه الشيخ نصير الدين بعد مدة يسيرة.
ثم لازم مطالعة مثنوي الرومي وهو ديوان في محبة الله تعالى فاضطربت نفسه للأخذ عن الشيوخ مرة أخرى وفي تلك الأثناء رأى النبي صلى الله عليه وسلم في المنام فأمسك يده وناوله للشيخ نور محمد فرأى شكله ولم يعرف اسمه، ولم يكن بينهما سابق معرفة في اليقظة فاستيقظ متحيرا وأمضى سنوات يبحث عنه وهو في غاية الاضطراب فدله أستاذه محمد قلندر على الشيخ نور محمد لعلك تطمئن بملاقاته فلما وصل إليه ونظر إليه عرف الوجه الذي كان رآه في منامه فسقط أمامه فأقامه الشيخ واعتنقه وقال له أنت تثق برؤياك إلى هذا الحد فكان انكشاف هذا الأمر كرامة أخرى زادت ثقته بهذا الشيخ الذي لم يكن مشهورا إلا بتعليم الصبيان القرآن في مسجده الذي لازم فيه الجماعة حتى لم تفته تكبيرة الإحرام ثلاثين سنة، وبعد أيام أجازه الشيخ.

## الحج والوفاة
ثم حج سنة 1261، فلقي الشيخ إسحاق ثم رجع إلى الهند وأقام بها مصلحا يجذب قلوب العباد والعلماء إلى محبة الله حتى اشتغل بمقاومة الكفار إلى أن أدى به الأمر إلى الهجرة إلى مكة المكرمة فاستقر بها ذاكرا لله تعالى مترنما بأشعار محبته مفيدا للطالبين من العلماء العرب والعجم متواضعا آمرا باتباع السنة إلى أن لقي ربه يوم الأربعاء 13/ 06/ 1317 هـ الموافق 18/ 10/ 1899 بمكة المباركة، فدفن بالمعلاة عند الشيخ رحمة الله الكيرانوي .

## خلفاؤه
من أشهر خلفائه الشيخ أشرف علي التهانوي والشيخ رشيد الكنكوهي والشيخ قاسم النانوتوي مؤسس دار العلوم ديوبند والشيخ خليل السهارنفوري شارح سنن أبي داود وعنه الشيخ محمد إلياس الكاندهلوي مؤسس جماعة التبليغ.